# Ramon Rozada Suárez
Ramon Rozada i Suárez (La Coruña, 17 d’abril de 1859 – Santa Coloma de Queralt, 16 de desembre de 1938) va ser un fotògraf, periodista i activista cultural català.

## Infantesa i joventut
El seu pare, Ramon Rozada Comesaña, consta com a difunt el 1870. Aquest any, des de La Selva del Camp, Clementina Suárez sol·licita que el seu fill Ramon sigui admès a la Casa Provincial de Beneficència de Tarragona. La petició és resolta favorablement. La pobresa de Clementina i Ramon probablement va prosseguir durant tota aquesta dècada. Ramon és exclòs del servei militar en ser l’únic fill natural de Clementina i la seva única font d’ingressos (1879), fet que li permet seguir vivint al carrer Sant Fructuós de Tarragona.
Jep Martí planteja la hipòtesi que va començar a aprendre-hi fotografia de la mà del fotògraf Pere Pallejà, que tenia un gabinet fotogràfic al mateix carrer Sant Fructuós. En qualsevol cas, la seva trajectòria professional com a fotògraf s’impulsa arran de la coneixença amb el també fotògraf Julio Ginés Torres Vivancos vora el 1880.

## Estada a Valls
Ginés Torres va obrir una sucursal fotogràfica a Valls el 23 de maig de 1889 i en va fer director a Rozada. El 1892 esdevindrà el propietari de l’immoble, que restarà obert fins a 1915. En aquests vint-i-sis anys (1889-1915), comercialitza retrats de grups familiars, difunts, grups d’obrers a les fàbriques, vistes de la ciutat, reportatges gràfics i activitats festives i populars. Martí apunta que la seva clientela estava formada per propietaris rurals i menestrals.

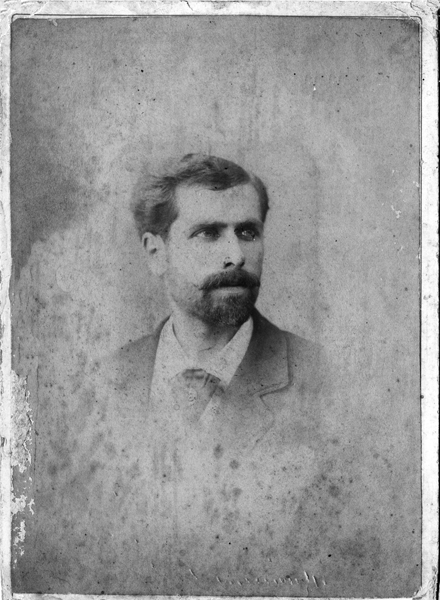
Autoretrat de Ramon Rozada (1884)

Rozada és el primer fotògraf a vendre imatges de la Mare de Déu de la Candela i de les Decennals de la Candela. Entre altres imatges destacades, també immortalitza la construcció i inauguració del campanar de Sant Joan, els castells dels Xiquets de Valls, la primera visita de l’Orfeó Català a Valls o bé l’Àguila de la ciutat. En col·laboració amb Eduard Castells, va ser pioner en la comercialització de postals a Valls.
Per complementar els seus honoraris, compagina la seva activitat com a fotògraf amb altres activitats: professor de dibuix, escenògraf i adornista. La seva fama com a decorador es manifesta en l’encàrrec per embellir l’altar per les festes de la Candela de 1901, i les múltiples comandes que rebia per decorar sales de balles, interiors de societats i façanes.
Rozada també va implicar-se decididament en la vida periodística i política de Valls. Va formar part de la redacció d’El Porvenir i d’El Trabajo de Valls, portaveu -segon Martí- del “sector més esquerranòs del republicanisme local de l’època”. Entre 1903 i 1914 va dirigir els vint-i-dos números del periòdic comercial El Sastre. En paral·lel, va ser l’impulsor i gran responsable de L’Escut de Valls (1908-09). Com a creador, redactor, director i propietari del periòdic, que estava domiciliat a casa seva, va propagar els ideals de Solidaritat Catalana. Rozada va mostrar-se molt crític amb l’actuació de l’alcalde Indaleci Castells i els postulats defensats en el setmanari catòlic La Veritat. A més, va ser el corresponsal a Valls d’El Diario de Tarragona i múltiples publicacions de Barcelona.
Rozada va marxar de Valls l’agost de 1915 per causes desconegudes. Martí planteja tres possibles hipòtesis: l’enemistat amb un deutor, la competència que s’albirava de l’estudi de Pere Català i Pic o bé per qüestions de política local.

## Estada a Santa Coloma de Queralt
El 12 d’agost de 1915 se’n va viure a Santa Coloma de Queralt, a finals d’any la seva família també s’hi desplaça. Des de 1916 fins a 1932 s’ocupa de l’escenografia de les obres de la Societat l’Estrella. Des de 1922, ho fa de manera remunerada, treballant també com a maquinista i tramoista de l’entitat. Aquest any, també comença la col·lecció de caricatures de colomins, publicada el 1987 per l’Associació Cultural Revista La Segarra.
Rozada va prosseguir la seva vocació periodística a Santa Coloma, com a director de la revista La Segarra (1932-34) i corresponsal de La Vanguardia a la Vila.